# Armored Core 2
 (septembre 2011).
Si vous disposez d'ouvrages ou d'articles de référence ou si vous connaissez des sites web de qualité traitant du thème abordé ici, merci de compléter l'article en donnant les références utiles à sa vérifiabilité et en les liant à la section « Notes et références ».
Armored Core 2 est un jeu vidéo d'action développé et édité par From Software sur PlayStation 2 en 2000.

## Scénario
Six ou sept ans après les évènements de l'ère souterraine, la seconde plus grande corporation de la Terre, Zio Matrix, acquiert de nouveaux plans concernant un projet de recherche sur Mars, datant d'avant la "grande destruction". En utilisant ces plans, Zio envoie une équipe de recherche sur Mars pour lancer un projet de Terraformation qui consiste à transformer l'environnement naturel de Mars sur le modèle terrestre afin de la rendre habitable. Mais d'autres corporations ont vent de ce projet et suivent bientôt Zio dans cette nouvelle conquête spatiale, emportant avec eux une partie de l'environnement terrestre. Ils emmènent également les mercenaires de Nerves Concord.
Comme la guerre entre les trois plus grosses sociétés touche à sa fin, la plus puissante, Zio Matrix, tente un coup d’État contre le gouvernement qui avait recouvré le contrôle sur l'élite des groupes de mercenaires, The Frighteners, menés par Leos Klein. Mais dans le chaos qui cela provoque, les Frighteners se tournent vers le gouvernement, assassinant le nouveau leader de la LCC et prenant le contrôle de la puissance technologie Disorder. Sur les décombres et les ruines de la guerre, vous devez sauver ce qu'il reste des humains vivant sur Mars, ou probablement mourir en essayant.

## Système de jeu
Le joueur commence la partie avec une armure de base et doit venir à bout d'une mission d'essai qui consiste à détruire plusieurs MTs. La mission remplie, le joueur est enregistré parmi les mercenaires de Nerves Concord, une firme de médiation. À partir de là, le joueur va recevoir régulièrement des missions à accomplir de la part de son opérateur de Nerves Concord et compléter ces missions fera avancer l'histoire. Dans Armored Core 2 l'Arène présente dans Project Phantasma et Master of Arena fait son retour, permettant au joueur d'affronter d'autres Ravens afin d'empocher des crédits et de débloquer des pièces uniques pour son AC. Armored Core 2 est le premier jeu de la série à introduire les armes Extension, montées sur les épaules de l'AC ou en "Inside parts", de styles bombe ou leurre ainsi qu'un châssis overboosté construit avec un boost auxiliaire qui permet à l'AC de bouger deux fois plus rapidement que la normale.

## Accueil
- Jeuxvideo.com : 14/20[1]